# Muhámmad ibn Mardanís
Abu Abd Al-lah Muhámmad ibn Sa‘d ibn Muhámmad ibn Áhmad ibn Mardaniš al-Ŷudhami o at-Tuŷibi (en árabe: أبو عبد الله محمد بن سعد بن محمد بن أحمد بن مردنيش الجذامي‎ o التجيبي, Abū ʿAbd Allāh Muḥammad ibn Saʿd ibn Muḥammad ibn ’Aḥmad ibn Mardanīš al-Ŷuḏāmī o al-Tuŷībī), conocido como Muhámmad ibn Mardanix o Ibn Mardanís, o Rey Lobo por los cristianos (Peñíscola, 1124 o 1125-Murcia, 28 de marzo de 1172) fue rey de la taifa de Mursiyya (Murcia) de 1147 hasta su muerte. 
Líder y militar andalusí que tras el final del dominio almorávide se proclamó emir independiente de Mursiyya y Balansiyya, convirtiéndose en dominador efectivo de toda Xarq al-Ándalus hasta 1172. Figura capital de los Segundos reinos de taifas, se opuso a la invasión de los almohades, los cuales no consiguieron conquistar por completo sus dominios hasta su muerte.

## Orígenes y ascenso al poder en Xarq al-Ándalus
Descendiente de una familia de aristócratas muladíes de origen mozárabe, su apellido podría derivar del apellido hispano-romance "Martínez". Otra referencia respecto del origen, apunta al hidrónimo "Merdanix". Pasó a la historia como uno de los hombres más polémicos de su tiempo. 
Su padre, Sa‘d ibn Mardanix, fue gobernador de Fraga con los almorávides y luchó contra Alfonso I de Aragón en 1134. Uno de sus tíos, Abd Al-lah ibn Muhámmad, fue lugarteniente de Abd Al-lah ibn Iyad, militar que a las órdenes de Zafadola tomó el control de Murcia y Valencia en la revuelta contra los almorávides de 1144, que supuso la desintegración de su imperio en la península. Al morir Ibn Muhámmad en la batalla de al-Luŷŷ en 1146, su sobrino, Ibn Mardanís, ocupó su lugar como lugarteniente.
Tras la muerte de Ibn Iyad luchando contra los Banu Yumayl en agosto de 1147 (y la previa de Zafadola en al-Luŷŷ), Muhammad ibn Mardanīš se hizo con el poder en Murcia y Valencia. Sin embargo, en un primer momento Abd Al-lah al-Thaghri le va a disputar el control de Murcia, imponiéndose momentáneamente por lo que Ibn Mardanís se retiró a Valencia, cuya población le proclamó emir. 
Emparentó por matrimonio con Ibrahim ibn Hamushk de Jaén que le cedió el distrito de la sierra de Segura.
Ibn Mardanix recuperó el control de todo Xarq al-Ándalus y lo mantendrá gracias a tropas mercenarias que contrataba en Barcelona, Castilla y Aragón; firmando tratados con la República de Pisa y la República de Génova. De hecho, la tradición dice que administró Almería en nombre de Alfonso VII de León después de 1147, tras la toma momentánea de la ciudad por los cristianos. 
En aquel momento dejó el gobierno de Valencia a su hermano, Yúsuf ibn Mardanix, y estableció su capital en Murcia.

## Mardanís contra los almohades

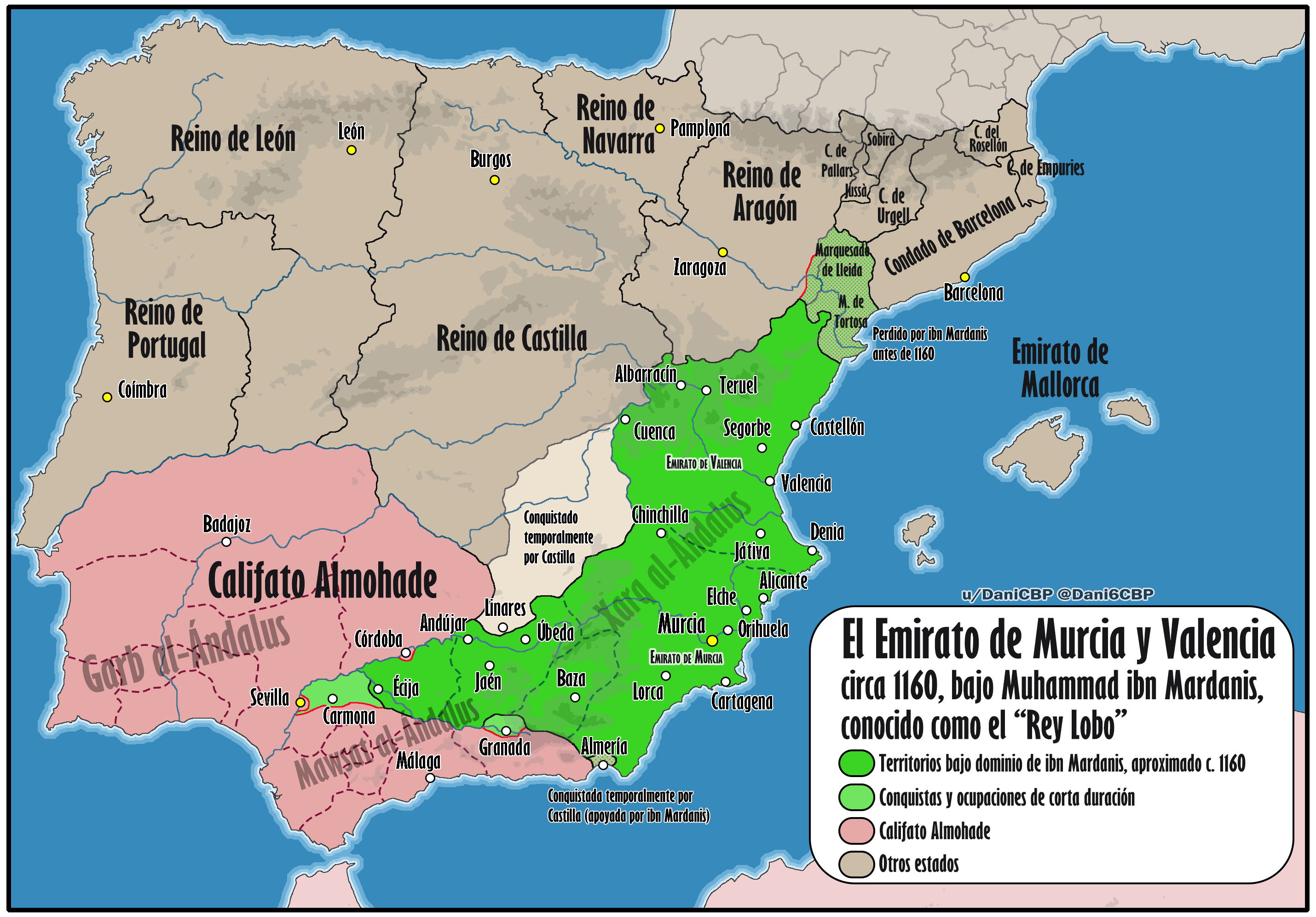
Máxima extensión de los dominios de Ibn Mardanís y sus aliados, hacia el 1160.

Con el apoyo de su suegro Ibrahim ibn Hamushk de Jaén, Mardanís extendió sus dominios a Jaén (1159), Baza y Guadix, conquistó Écija y Carmona (1158-1160), amenazó Córdoba y puso cerco a Sevilla, causando estragos al nuevo imperio africano que quería unificar la península desde el oeste: el Imperio almohade. Tras la conquista de Jaén, el suegro de Ibn Mardanís quedó a cargo de su gobierno, así como de los de Baza y Úbeda. En el 1160, mientras cercaban Córdoba, Ibn Mardanís y su suegro lograron matar al alcaide almohade de la plaza. La reacción almohade, sin embargo, les hizo perder Carmona en el 1161.
Ibn Hamushk logró incluso apoderarse brevemente de Granada, aunque por poco tiempo (de enero a julio de 1162), merced a la colaboración de la población judía, harta del gobierno almohade. Ibn Mardanix y su suegro continuaron hostigando la región de Córdoba teniendo como base Andújar.

## Alianzas con los cristianos
Ibn Mardanís, llamado Rey Lobo por los cristianos, no dudó en contratar el servicio de mercenarios de este credo y en pagar tributos (parias) a Ramón Berenguer IV y a su hijo Alfonso II de Aragón para poder expandir sus dominios en al-Ándalus a costa de los almohades y contar con periodos de paz en el flanco norte de sus reinos.
A pesar de ello, centrado en sus campañas en el sur, no pudo impedir en un primer momento que durante su reinado, Ramón Berenguer IV tomara Tortosa (1148), Lérida (1149) y Fraga (1149).
Más adelante entre 1165 y 1168, en pago a la ayuda militar proporcionada contra los almohades, Ibn Mardanīš cedió el antiguo  territorio de los Banū Razīn (Albarracín) al Señor de Estella, Pedro Ruiz de Azagra. Este territorio se convertirá en el Señorío de Albarracín, pasando a ser un territorio soberano enclavado entre el Reino de Aragón y el Reino de Castilla en manos de un vasallo del Reino de Navarra.

## Política económica

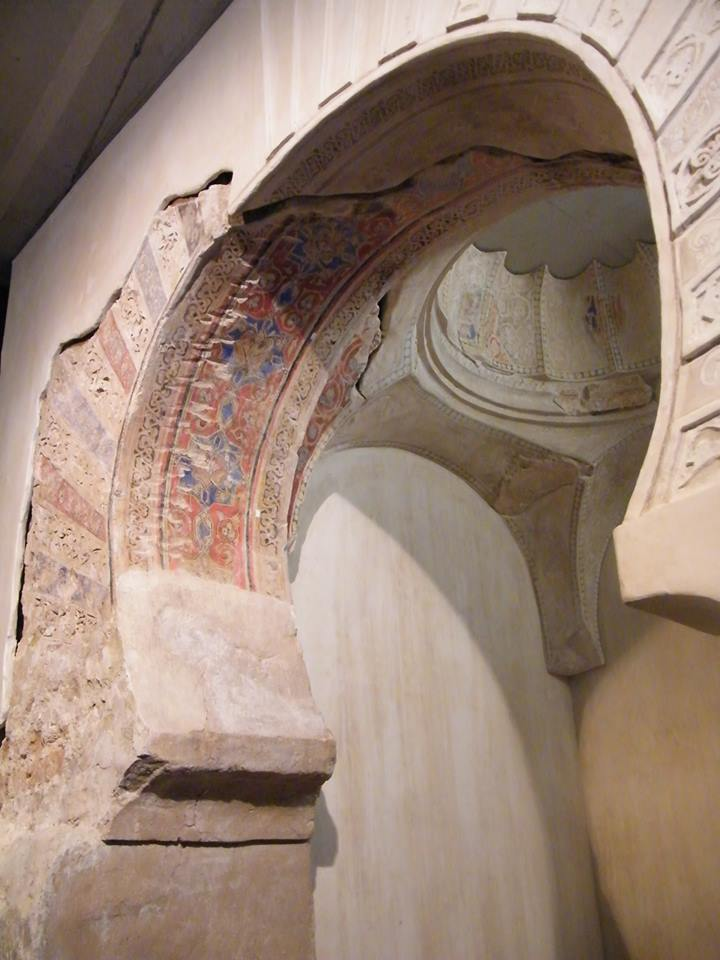
Detalle del mihrab del oratorio del Alcázar Mayor de Murcia, del

Durante el emirato del Rey Lobo, la ciudad de Murcia lograría un esplendor inmenso, tanto que su moneda se convirtió en referente en Europa, los morabetinos lupinos. 
La prosperidad de la ciudad se basó en la agricultura, potenciando el aprovechamiento del curso del río Segura a través de la compleja red hidrológica (acequias, azudes, norias, acueductos) que ya funcionaba desde hacía siglos en la zona. 
La artesanía también consiguió un gran desarrollo y prestigio, tanto que la cerámica murciana comenzó a exportarse a las repúblicas italianas. A lo que habría que añadir las numerosas construcciones palaciales o militares que se levantaron como símbolo de su poder estatal, como el palacio del Castillejo de Monteagudo así como el palacio de Al-Dar al-Sugra (sobre el que se levantó a partir de 1228 el Alcázar Menor de Murcia). También son de la época de Mardanis los restos del oratorio y panteón real del Alcázar Mayor de la ciudad, ubicados en la actual iglesia de San Juan de Dios.
Para defender su capital de los ataques almohades, mandó perfeccionar y ampliar la muralla que acabó defendiendo la ciudad durante toda la Edad Media y parte de la Moderna.

## Decadencia de su reino: conquista almohade

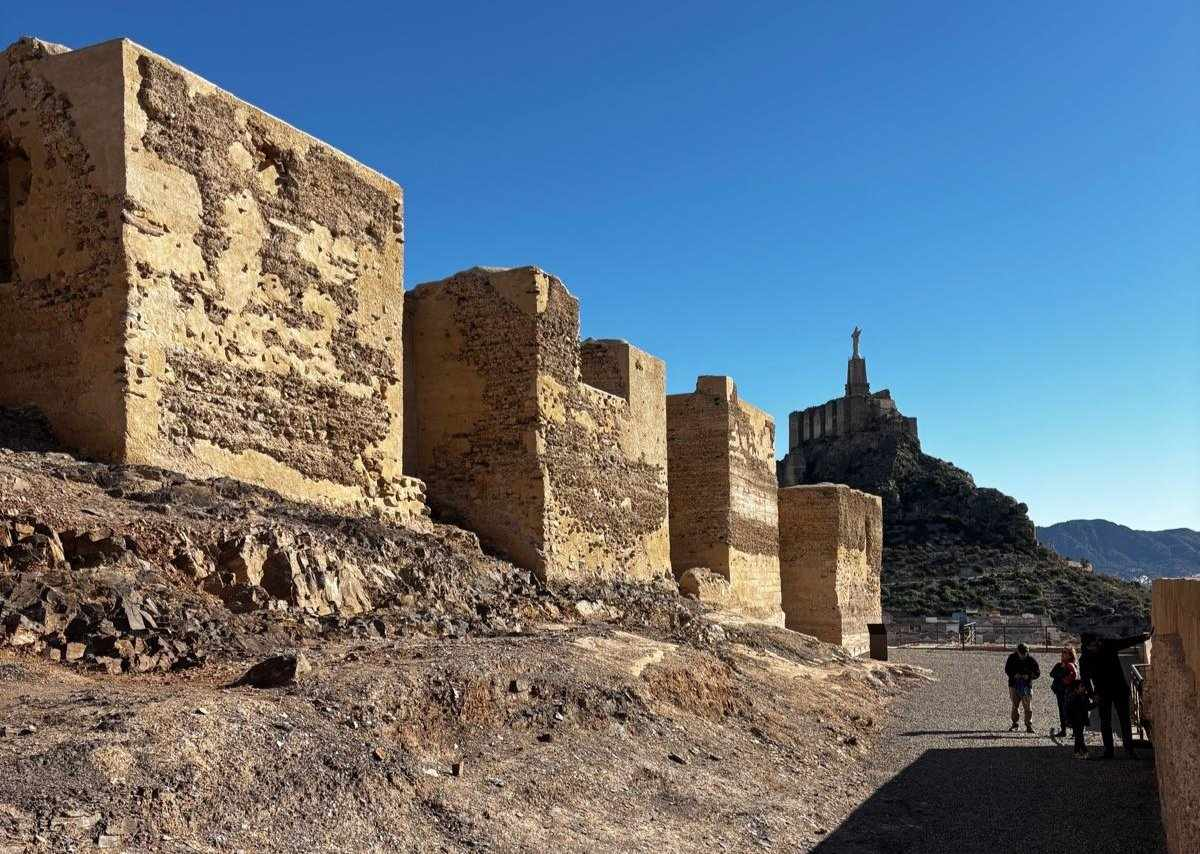
Ruinas del palacio de Muhámmad ibn Mardanís conocido como Qasr Ibn Sad o Castillejo de Monteagudo en Murcia.

A consecuencia de intentar tomar Córdoba, en 1165 se pone en marcha en Sevilla, con dirección a Murcia, un formidable ejército almohade venido de allende el Estrecho y reforzado en la Península. Los almohades vencieron a las huestes de Ibn Mardanís en el castillo de Luque y el 8 de septiembre le arrebataron Andújar. Tras talar las tierras de Galera, Caravaca, Baza y la comarca de la sierra de Segura, tomaron Cúllar y Vélez-Rubio.
Unos días después, el Rey Lobo y su ejército sufrieron una aplastante derrota en la batalla de Fahs al-Yallab. Las inexpugnables murallas de la ciudad de Murcia protegieron al emir, a los restos de su ejército y a la población civil, pero la rica huerta y las suntuosas mansiones de recreo de los nobles murcianos quedaron a merced de los invasores, que destruyeron y saquearon cuanto quisieron. La residencia de Ibn Mardanís fue asolada. Este constituyó el primer serio revés de Ibn Mardanís durante su reinado. No dejó por ello de hostigar Córdoba y en el 1168, de correr la comarca de Ronda.
En junio de 1169, su suegro y aliado Ibn Hamushk adoptó las doctrinas almohades por lo que va a comenzar a colaborar con ellos en la conquista de la zona levantina o Xarq al-Ándalus, traicionando a su yerno. Esto motivó nuevas campañas de los murcianos y sus aliados para anexionarse los territorios de aquel, que tenían especial importancia económica y estratégica.
El ejército almohade habría de volver en marzo de 1171. Logró apoderarse de Quesada antes de volver ante Murcia. Tampoco esta vez el asedio de la capital daría resultado, pero buena parte de las demás poblaciones, una a una, fueron pasándose al bando almohade, manifestando que adoptaban su doctrina y expulsando a militares y civiles cristianos. A mediados de año, se rebelaron Lorca, Elche y Baza. También lo hizo Almería, que se pasó a los almohades acaudillada por un primo y cuñado del propio Ibn Mardanís. Alcira se rebeló también en junio y no pudo ser recuperada.  Entre finales del 1171 y principios del 1172, Ibn Mardanís perdió a sus últimos aliados: se alzaron contra él Valencia, Játiva, Segorbe. Desesperado, se aprestaba a pactar con los almohades cuando falleció el 28 de marzo de 1172. Su hijo Hilal (por consejo paterno) se apresuró a declararse vasallo de los almohades y partidarios de su credo, manteniéndose como gobernador de la ciudad.